# Дубровницы
Дубровницы (лат. Dryomyzidae, от др.-греч. δρυός — дубрава) — голаркто-ориентальное семейство насекомых из  надсемейства Sciomyzoidea отряда двукрылых. Описано австрийским энтомологом Игнацем Шинером как подсемейство Dryomyzinae семейства Muscidae.

## Внешнее строение
Бурые и жёлтые мухи среднего размера (4—18 мм). Голова округлая, глаза относительно крупные. Клипеус крупный, выдаётся за нижний край лица. Постоцелярные щетинки длинные, параллельные или слабо расходящиеся. Вибрисс по краю щёк нет. Крылья прозрачные или слегка рыжеватые, длиннее брюшка. Костальная жилка не прерывается, субкостальная жилка впадает в костальную. Анальная жилка достигает края крыла. Перед вершиной голени имеется крепкая щетинка. Брюшко овальное, у самцов, часто, с параллельными краями. Пупарий — тёмно-коричневый, яйцевидный с умеренно морщинистой поверхностью. Личинка третьего возраста имеет конический головной и закруглённый анальный конец тела. Кремово-белой окраски яйца имеют удлинённую форму. Длина 1,2—1,4 мм, ширина 0,4—0,5 мм. Хорион с тонкой, сотовидной сеткой.

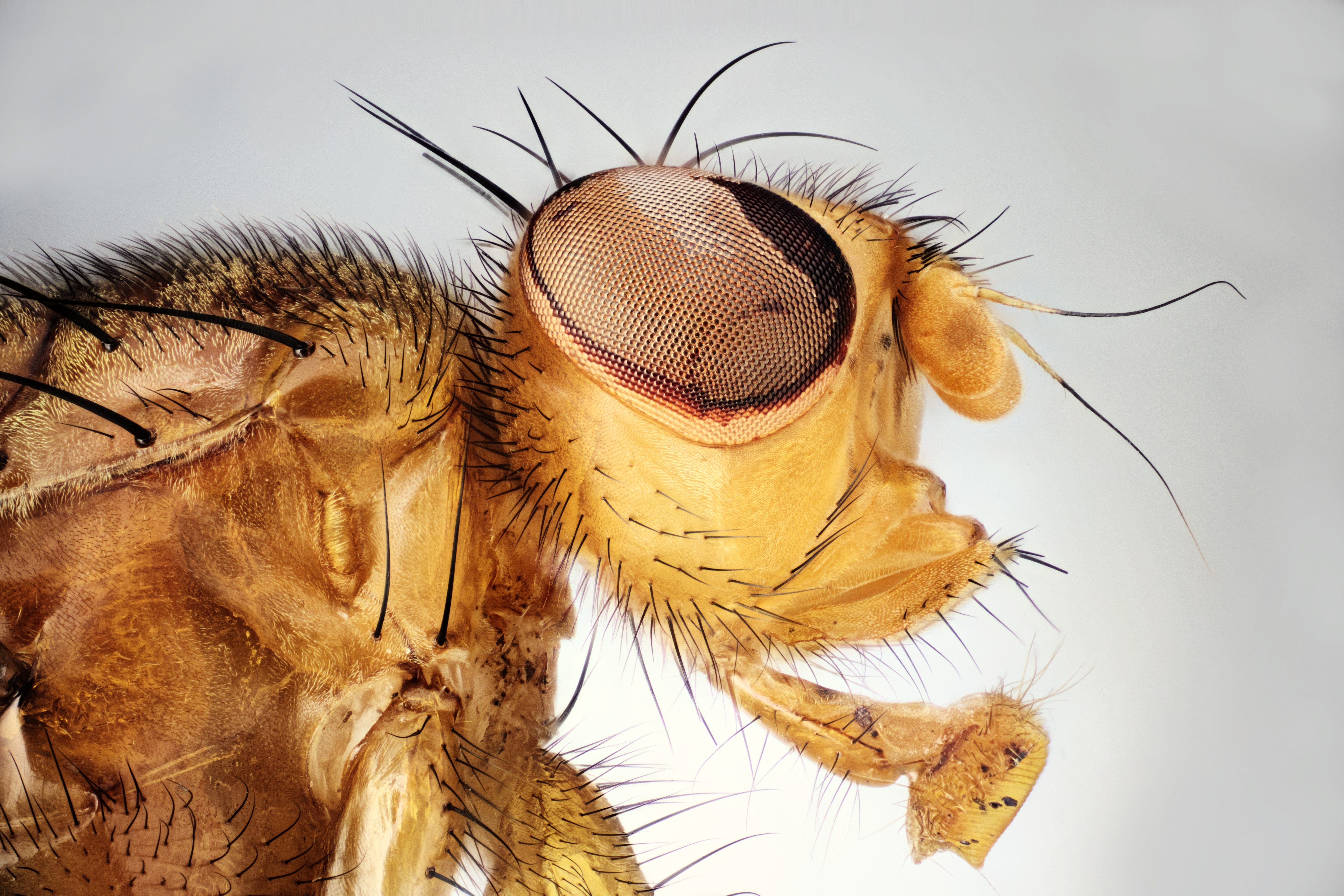
Голова Dryomyza anilis Fallén сбоку
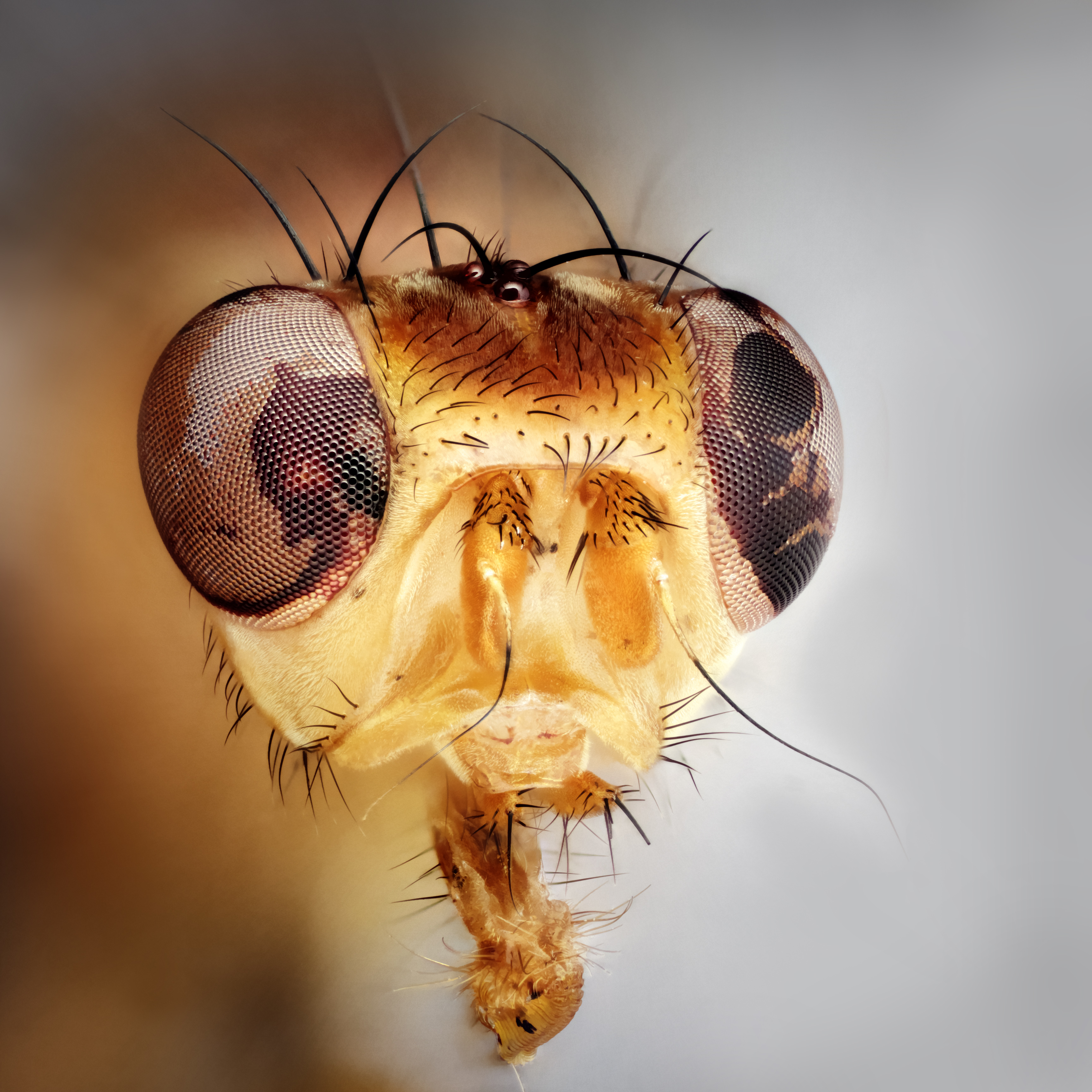
Голова Dryomyza anilis Fallén спереди

## Биология
Мухи обитают в увлажнённых лесах, встречаясь на различных разлагающихся субстратах и вытекающем соке деревьев. Личинки большинства видов питаются разлагающимися грибами, экскрементами, трупами животных и водорослями. У самок Dryomyza anilis Fallén имеется два органа для хранения спермы: копуляторная сумка и три сперматеки (две парные и одна непарная). После спаривания сперматозоиды поступают в копуляторную сумку, после чего самец постукивает самку по брюшку, чтобы увеличить шансы на оплодотворение. Во время выстукивания сперматозоиды попадают в непарную сперматеку. Самки откладывают яйца непосредственно на эти субстраты. Личинки рода Oedoparena Curran развиваются в морских желудях (Balanus). На северо-западном побережье США частота заражения ракообразных личинками двукрылых может достигать от 22 % до 35 %.

## Классификация
Описано 22 видов современной фауны из шести родов и четыре вида из трёх родов представлены в ископаемом состоянии. В состав Dryomyzidae, иногда включают род Helcomyza Curtis и родственные ему роды в ранге подсемейство Helcomyzinae.

## Распространение
Семейство ограничено в распространении северным полушарием. Большинство видов встречается в Палеарктике.
| Род                            | Неарктика | Палеарктика | Ориентальная область | Всего видов |
| ------------------------------ | --------- | ----------- | -------------------- | ----------- |
| Dryomyza Fallén, 1820          | 2         | 8           | 2                    | 10          |
| Dryope Robineau-Desvoidy, 1830 | 2         | 2           | 0                    | 3           |
| Oedoparena Curran, 1934        | 2         | 1           | 0                    | 3           |
| Paradryomyza Ozerov, 1987      | 1         | 3           | 2                    | 4           |
| Pseudoneuroctena Ozerov, 1987  | 1         | 1           | 0                    | 1           |
| Steyskalomyza Kurahashi, 1982  | 0         | 1           | 0                    | 1           |
| Всего видов                    | 8         | 16          | 4                    | 22          |

## Палеонтология
Два вида из монотипных родов найдены в балтийском янтаре эоценового возраста: Palaeotimia lhoesti Meunier, 1908 и Prodryomyza electrica Hennig, 1965. Вид Dryomyza pelidua Statz, 1940 обнаружен в отложениях олигоцена в Германии, а Dryomyza shanwangensis Zhang, 1989 в миоцене Китая.